# Палмер, Грант
Грант Палмер (англ. Grant Palmer) — американский актёр. Наиболее известен озвучиванием Линкольна Лауда из мультсериала Криса Савино, «Мой шумный дом».

## Биография
Грант Палмер родился 30 августа 2002 года. Начал заниматься актёрским мастерством в 11 лет. В этом возрасте он выступил в пьесе «The Steward of Christendom». Также появлялся в сериалах, таких как «Пиф-паф комедия» и «Игроделы». С серии «Одни в темноте» по серию «Памятная ярмарка» озвучивал Линкольна Лауда в мультсериале «Мой шумный дом», заменив Шона Райана Фокса, который озвучил Линкольна в пилотной серии «Bathroom Break!!». Однако, после производства эпизодов «Танцуй, брат, танцуй!» и «Памятная ярмарка» его сменил Коллин Дин, потому что у Гранта менялся голос.
В 2017 году стал победителем премии «Молодой актёр».

## Фильмография
| Годы                     | Название                            | Роль                               | Примечания                  |
| ------------------------ | ----------------------------------- | ---------------------------------- | --------------------------- |
| 2014                     | Маленькие негодяи спасают положение | Уолдо                              |                             |
| 2014; 2016               | Пиф-паф комедия                     | Лиланд                             | 2 эпизода                   |
| 2015                     | Игроделы                            | Нейт                               | эпизод «You Bet Your Bunny» |
| 2016; 2017 — наст. время | Мой шумный дом                      | Линкольн Лауд; второстепенные роли | Озвучка                     |
| 2016                     | Мой шумный дом: Кусочек жизни       | Линкольн Лауд                      | Озвучка; короткометражка    |
| 2016                     | Angry Birds в кино                  | Птенец                             | Озвучка                     |